# مقاطعة غرانت (نيومكسيكو)
مقاطعة غرانت (بالإنجليزية: Grant County)‏ هي إحدى مقاطعات ولاية نيومكسيكو في الولايات المتحدة الأمريكية.